# Flip Gordon
Travis Gordon Lopes Jr. (nacido el 12 de diciembre de 1991) es un luchador profesional estadounidense que actualmente lucha bajo el nombre de Flip Gordon y firmó con el Consejo Mundial de Lucha Libre . 

## Carrera profesional

### Comienzos (2015-2018)
Gordon entrenó bajo la orden de Brian Fury y la New England Pro Wrestling Academy. Hizo su debut individual contra Biff Busick el 6 de mayo de 2015. Gordon anteriormente había servido 6 años como miembro de la Guardia Nacional del Ejército, trabajando como ingeniero de combate con especialización en entrenamiento de explosivos. Después de completar su alistamiento, Gordon fue dado de baja honorablemente el 1 de mayo de 2018.
Apareció en Chaotic Wrestling, donde ganó su primer título en el evento A Night Of Grand Slams el 9 de septiembre de 2016. Perdió el título el 3 de febrero de 2017 ante Mike Verna. En 2016, Gordon debutó en Combat Zone Wrestling derrotando a Chuck Taylor, Steve Scott y Dan Barry.
El 1 de diciembre de 2017, Gordon derrotó a Cody Rhodes y Brad Hollister para ganar el Northeast Wrestling Championship. El 23 de junio de 2018, Gordon perdería el Northeast Wrestling Championship ante Wrecking Ball Legursky.
El 6 de diciembre de 2018, Gordon y Rampage Brown ganarían la Fight Forever Men's World Title Ladder Match Qualifying Battle Royal, ganando así ambos una oportunidad por el Fight Forever Men's World Title. En el Pre Main Event del evento Phenomena, Gordon derrotaría a Rampage, convirtiéndose así en el campeón Inaugural de la Fight Forever Wrestling. Su primera defensa se daría el 7 de diciembre, en el evento Deep Red, Gordon derrotaría a Mark Haskins. En su segunda defensa, el 8 de diciembre en el evento Inferno , perdería el campeonato ante Joe Hendry. El 14 de diciembre, en el evento Trauma trataría de recuperar el Fight Forever Men's World Title, sin éxito alguno

### Ring of Honor (2017–presente)
Gordon firmó un contrato con Ring of Honor un mes después de su primera lucha en la promoción, donde perdió ante Matt Sydal el 8 de abril de 2017 en Baltimore, MD. El 20 de julio de 2018 en el evento Honor For All, Nick Aldis derrotó a Gordon por sumisión para retener el NWA World Heavyweight Championship. Después de la lucha, Cody Rhodes ayudó a Flip a ponerse de pie y bromeó sobre bookearlo para All In antes de que Bully Ray lo atacara con un golpe bajo. El 1 de septiembre de 2018, Gordon ganó la Over the Budget Battle Royal de All In para retar a Jay Lethal por el campeonato mundial de ROH la misma noche, lo que hizo sin éxito.

### Consejo Mundial de Lucha Libre (2017)
El 16 de septiembre de 2017 Gordon hizo su debut en el Consejo Mundial de Lucha Libre, haciendo equipo con Volador Jr. y Carístico para derrotar a Kojima, Mephisto y Último Guerrero en el 84th Aniversario del CMLL. También luchó en varios eventos durante la semana, como los shows de Puebla y el martes, viernes y domingo, en el show en la Arena México.

### New Japan Pro-Wrestling (2018)
En febrero de 2018, Gordon luchó en el evento promocionado por Ring of Honor y New Japan, Honor Rising, donde ganó una triple amenaza que involucraba a Hiromu Takahashi y Kushida en la primera noche. En la noche dos perdería en una lucha por equipos, haciendo equipo con Ryusuke Taguchi contra Los Ingobernables de Japón (Bushi & Hiromu Takahashi). En mayo de 2018, Gordon fue anunciado como uno de los 16 participantes de torneo anual de NJPW, Best of the Super Juniors. Él terminó el torneo con tres victorias y cuatro derrotas, sin pasar a la final.

## Vida personal
Lopes es actualmente la pareja de la actriz y modelo Brittany Toczko.

## En lucha
- Movimientos Finales
  - 450° splash
  - Star-Spangled Stunner (Springboard corkscrew stunner)
- Movimientos de firma
  - Brainbuster
  - DDT
  - Enzuiguri
  - Kinder Surprise (Superkick off the top rope to opponent on a turnbuckle)
  - Samoan Pop (Reverse rolling fireman's carry slam followed by a running shooting star press)[12]
  - Snap suplex
  - Superkick
- Apodos
  - "Air"
  - "Flip"

## Campeonatos y logros
- Chaotic Wrestling
  - Chaotic Wrestling New England Championship (1 vez)[13]
- Consejo Mundial de Lucha Libre
  - Campeonato Mundial Histórico de Peso Medio de la NWA (1 vez, actual)
- Northeast Wrestling
  - NEW Heavyweight Champion (1 vez)
  - King Of Bethany Tournament (2016)
- LDN Wrestling
  - LDN World Championship (1 vez)
  - LDN British Heavyweight Championship (1 vez)
- Pro Wrestling Illustrated
  - En el puesto #144 de los 500 mejores luchadores individuales del 2018 en el PWI 500[14]
- Xtreme Wrestling Alliance
  - XWA Firebrand Championship (1 vez, inaugural)[13]
- Fight Forever Wrestling
  - Fight Forever Men's World Championship (1 vez, inaugural)
- Ring Of Honor
  - Sea Of Honor Tournament (2018)
    - Faction of the Year (2019) - con Villain Enterprises[15]
- World Series Wrestling
  - WSW Tag Team Championship (1 vez, actual) con Brian Cage
- North Shore Pro Wrestling
  - NSPW Maritime Championship (1 vez, actual)